# Rubén Coca
Rubén Coca (Ferrol, La Coruña, 12 de septiembre de 1977) es un director, guionista y productor de cine español.

## Biografía
Licenciado en Comunicación Audiovisual por la Universidad Complutense de Madrid. A los 21 años escribe y dirige su primer cortometraje, La vida mata (1999), seguido de El fruto del tedio (2000), esta vez en formato cinematográfico, con gran acogida en numerosos festivales de cine. Después vendrían Aquí no hay playa (2001) con Amparo Valle y Saturnino García, y NotamotoF (2004), protagonizado por Ruth Núñez, Jaime Martín y José Lifante. NotamotoF es su primer cortometraje de género fantástico, cortometraje con gran difusión a nivel internacional, con presencia en más de 50 festivales de cine y proyectado de forma regular en cartelera en cines en Alemania durante más de 2 años.
Entre 2002 y 2005 fue director de la sección cinematográfica de la revista de arquitectura y cine Postboks, desempeñando en estos años diferentes trabajos como realizador y guionista en TVE, Canal 9 y TVG. En 2005 empieza a trabajar como director creativo de la productora Nezcom, llevando a cabo numerosos trabajos de dirección y realización publicitaria, videoclips y de ficción, entre los que destaca la campaña de lanzamiento e imagen del documental 2050. How soon is now?, Premio Mestre Mateo 2006 a Mejor Documental por la Academia Galega do Audiovisual.
En 2007 recibe su primera nominación a los Premios Mestre Mateo por Ecos/Echoes (2007) a Mejor Obra Experimental, al cual le sucederían La princesa Alegría (2008), Premio Mestre Mateo a Mejor Cortometraje de Ficción, y Mínimo común múltiplo (2008), nominado a Mejor Cortometraje de Ficción ese mismo año en los premios del audiovisual gallego.
En 2009 produce su primer cortometraje de animación, La niña que tenía una sola oreja (2009), dirigido por Álvaro León, basado en un cuento de Lucía Etxebarría con ilustraciones de Víctor Coyote. Con este cortometraje vuelve a estar nominado a los Premios Mestre Mateo, en este caso a Mejor Cortometraje de Animación, recogiendo más de 15 premios nacionales e internacionales y estando presente en más de 70 festivales por todo el mundo.
En 2010 coproduce junto a Carlos Alberto Alonso el documental Roger de Flor: Naturalidade Silvestre (2010) nominado a Mejor Largometraje Documental por la Academia Galega do Audiovisual.
Desde 2007 compagina la dirección y producción audiovisual con la gestión y dirección de eventos culturales y cinematográficos como Ferrol de Cine: Primavera, Outono e Inverno de Cine. Cine Dúplex (2008-2011). Desde 2010 es gestor y director de programación de la sala de conciertos Sala Super 8 de Ferrol.

## Filmografía
- Roger de Flor: Naturalidade Silvestre (2010). Largometraje Documental HD. Coproductor junto a CAAlonso Produccións.
- La niña que tenía una sola oreja (2009). Cortometraje de animación 35 mm. Productor.
- La princesa Alegría (2008). Cortometraje ficción HD/Animación. Codirector junto a Daniel Utrilla Cerezo.
- Mínimo común múltiplo (2008). Cortometraje ficción 35 mm. Director, guion y montaje.
- Ecos/Echoes (2007). Cortometraje experimental HD/Animación. Director, guion y montaje.
- 2050. How soon is now? (2006). Documental HD. Campaña de lanzamiento e imagen.
- One day on Earth (2005). Documental HD. Director y montaje.
- NotamotoF (2004). Cortometraje ficción 35 mm. Director, guion y montaje.
- Aquí no hay playa (2001). Cortometraje ficción 35 mm. Director, guion y montaje.
- El fruto del tedio (2000). Cortometraje ficción 16 mm. Director, guion y montaje.
- La vida mata (1999). Cortometraje ficción Vídeo. Director, guion y montaje.

## Premios

### Premios Internacionales
| Año  | Categoría | Película                         | Resultado |
| ---- | --- | -------------------------------- | --------- |
| 2010 | Mención de Honor Internacional XI ALUCINE TORONTO LATIN FILM & MEDIA ARTS FESTIVAL (Canadá)                       | La niña que tenía una sola oreja | Ganador   |
| 2010 | Premio Infantil Internacional VII FESTIVAL INTERNACIONAL DE CORTOMETRAJES FENACO DEL CUSCO (Perú)                 | La niña que tenía una sola oreja | Ganador   |
| 2010 | Mención Honorífica del Jurado XV FESTIVAL INTERNACIONAL DE CINE PARA NIÑOS (…Y NO TAN NIÑOS) MÉXICO D.F. (México) | La niña que tenía una sola oreja | Ganador   |
| 2010 | Gran Premio Mejor Película de Animación XV FESTIVAL DE CINE INTERNACIONAL DE OURENSE                              | La niña que tenía una sola oreja | Ganador   |
| 2009 | Premio Mejor Cortometraje de Animación V FESTIVAL INTERNACIONAL CUENTOMETRAJE'09 DE BUENAVISTA DEL NORTE-TENERIFE | La niña que tenía una sola oreja | Ganador   |
| 2009 | Premio Liceo Casino Mejor Cortometraje XXXVII CERTAMEN INTERNACIONAL LICEO CASINO VILAGARCÍA DE AROUSA            | La niña que tenía una sola oreja | Ganador   |
| 2008 | Premio Compostela Plató V FESTIVAL INTERNACIONAL CURTOCIRCUITO DE SANTIAGO DE COMPOSTELA                          | La princesa Alegría              | Ganador   |
| 2006 | Mención Especial del Jurado III INTERNATIONAL SHORT MOVIE FESTIVAL DE CAMPOBASSO (Italia)                         | NotamotoF                        | Ganador   |

### Premios Mestre Mateo
Academia Galega do Audiovisual
| Año  | Categoría                       | Película                              | Resultado |
| ---- | ------------------------------- | ------------------------------------- | --------- |
| 2010 | Mejor Largometraje Documental   | Roger de Flor: Naturalidade Silvestre | Nominado  |
| 2009 | Mejor Cortometraje de Animación | La niña que tenía una sola oreja      | Nominado  |
| 2008 | Mejor Cortometraje de Ficción   | La princesa Alegría                   | Ganador   |
| 2008 | Mejor Cortometraje de Ficción   | Mínimo Común Múltiplo                 | Nominado  |
| 2007 | Mejor Obra Experimental         | Ecos/Echoes                           | Nominado  |
| 2006 | Mejor Documental                | 2050. How soon is now?                | Ganador   |

## TV
- O chou (2005). Programa TV. Director.
- Culebrita (2005). Serie TV. Director.
- Caravana de sabores (2005). TVG. Programa TV. Ay. realización.
- El enemigo en casa (2003-2004). TVE. Concurso TV. Guionista.
- Farenheit (2003) CANAL 9. Programa TV. Realizador.
- Famosos y familia (1999-2000). TVE. Serie TV. Director: Fernando Colomo. Asist. dirección.

## Videoclips
- 2011 • NUEVA DECLARACIÓN DE INTENCIONES. TODO EL LARGO VERANO. Director.
- 2010 • DÍAS PERFECTOS. TODO EL LARGO VERANO. Director.
- 2009 • DE VACACIONES EN MARMOLINOS. TODO EL LARGO VERANO. Director.
- 2008 • A CANCIÓN DOS DOUS AMIGOS. ROGER DE FLOR. Dirigido por CAAlonso. Productor.
- 2008 • CUANTO HAY QUE AGUANTAR. ROGER DE FLOR. Dirigido por CAAlonso. Productor.
- 2008 • UNA DESCONOCIDA MÁS. ROGER DE FLOR. Dirigido por CAAlonso. Productor.
- 2008 • TA LISTE DES AMITIÉS BRISÈS. QUANT. Dirigido por Álvaro León. Productor
- 2007 • SINESTESIA. QUANT. Dirigido por Alex García. Productor.
- 2007 • DÍAS. TODO EL LARGO VERANO. Director.
- 2007 • HA PASADO TANTO TIEMPO. ENVILO. Director.
- 2007 • POIS EU. QUANT. TVG. Director.
- 2006 • GIRLS, GIRLS, GIRLS!. QUANT. Director.
- 2003 • RECUERDOS. PODER LATINO (EDEL MUSIC). Director.

## Publicidad
- 2008 • Spot 800 ANIVERSARIO A CORUÑA. FICCION PRODUCCIONES, IDEA CREATIVIDAD. Director.
- 2005-2006 • NEZCOM. Director creativo.
- 2006 • Clases Magistrales GRUPO NOVE. Director.
- 2006 • MARCELO TEJEDOR. MadridFusión'06. Director.
- 2004 • Spot y video promo MILUPA. NUTRICIA NETHERLANDS. Director.
- 2003 • Spot y video promo 5 SENTIDOS. ENLAZE3. Director.
- 2003 • Video promo COMUNIDAD DE MADRID. Feria Internacional BCN’04. Director.
- 2003 • Video promo EL MANANTIAL. Director.
- 2003 • Video promo YA.COM. ENLAZE3. Director.

## Instalaciones y eventos
- 2010-2011 • SALA SUPER 8. Ferrol. Dirección y programación.
- 2008-2011 • FERROL DE CINE: PRIMAVERA, OUTONO E INVERNO DE CINE. CINE DÚPLEX / CONCELLO DE FERROL. Dirección y programación.
- 2007-2011 • AXENTECULTURAL. Ferrol. Dirección.
- 2009-2010 • CANCIÓNS CONTADAS CANCIÓNS. RUBÉN COCA / FUNDACIÓN PAIDEIA. Videoproyección, música y poesía. Dirección y producción.
- 2009 • FESTIVAL TUALMONTEYOALMAR. Ferrol. TUALMONTEYOALMAR PRODUCCIONES. Dirección y programación.
- 2008-2009 • ULTIMÍSIMOS. FASE 2. ECOS.. CC TORRENTE BALLESTER. Ferrol. (Nov’08-Feb’09) RUBÉN COCA. Director.
- 2008-2009 • ALICIA EN GRUSIA PROYECT (2008-2009). Danza y teatro: Estela Lloves y Tania Arias. Videocreación (4’) + Video-danza (60’). Director.
- 2007-2008 • SALA CARTELES. Ferrol. Dirección y programación.
- 2008 • I FÓRUM INTERNACIONAL GASTRONÓMICO SANTIAGO'08. Palacio de Congresos y Exposiciones de Galicia. FICCION PRODUCCIONES. Realizador de directo.
- 2005 • POSTBOSQ. UNA EXPOEXPEDICIÓN. INÉDITOS 2005. (julio-sept. 2005). Director videocreación exposición (4’). LA CASA ENCENDIDA. Madrid.
- 2003 • FASCINANTE AROMA A MANZANA. SALA VIP. FERIA DE ARTE CONTEMPORÁNEO ARCO’03. Madrid. ESTUDIO FAM (Arquitectura). (Febrero 2003). Director videocreación exposición (5’) + montaje instalación.

## Editorial
- 2003-2006 • POSTBOKS. Revista de arquitectura y cine. Distribución internacional. Director y Editor-jefe Sección Cinematográfica-VCD Audiovisual.